# Orthezia nuda
Orthezia nuda är en insektsart som beskrevs av Ferris 1919. Orthezia nuda ingår i släktet Orthezia och familjen vaxsköldlöss. Inga underarter finns listade i Catalogue of Life.